# Oak Leaf
Oak Leaf – miasto w Stanach Zjednoczonych, w stanie Teksas, w hrabstwie Ellis.